# The Signals
The Signals ist eine unbewohnte Inselgruppe der Andreanof Islands, die zu den Aleuten 
gehören. Die etwa 300 m lange Gruppe, die sich bis 47 m über dem Meeresspiegel erhebt, liegt an der Nordwestküste von Kanaga Island.